# Sun Tiantian
Sun Tiantian (n. 12 octombrie 1981, Zhengzhou, Republica Populară Chineză) este o jucătoare de tenis chineză, medaliată olimpică. A participat la 2 ediții ale Jocurilor Olimpice (2004, 2008) în care a câștigat o medalie de aur.